# Love & Friendship
Love & Friendship (bra: Amor & Amizade; prt: Amor e Amizade) é um filme de comédia franco-irlandês-holandês de 2016 dirigido e escrito por Whit Stillman, baseado no romance Lady Susan, de Jane Austen. Estrelado por Kate Beckinsale, Chloë Sevigny, Xavier Samuel e Stephen Fry, teve sua primeira aparição no Festival de Cinema de Sundance em 23 de janeiro de 2016.

## Elenco
- Kate Beckinsale - Lady Susan Vernon
- Chloë Sevigny - Alicia Johnson
- Xavier Samuel - Reginald DeCourcy
- Stephen Fry - Mr. Johnson
- Emma Greenwell - Catherine Vernon
- Morfydd Clark - Frederica Vernon
- James Fleet - Reginald DeCourcy
- Jemma Redgrave - Lady DeCourcy
- Tom Bennett - James Martin
- Justin Edwards - Charles Vernon
- Jenn Murray - Lady Lucy Manwaring
- Lochlann O'Mearáin - Lord Manwaring
- Sophie Radermacher - Maria Manwaring
- Kelly Campbell - Mrs Cross

## Prêmios e indicações
| Lista de prêmios e indicações         | Lista de prêmios e indicações | Lista de prêmios e indicações | Lista de prêmios e indicações | Lista de prêmios e indicações | Lista de prêmios e indicações |
| Premiação                             | Categoria                     | Indicação                     | Resultado                     | R.                            |                               |
| ------------------------------------- | ----------------------------- | ----------------------------- | ----------------------------- | ----------------------------- | ----------------------------- |
| Critics Choice Awards                 | Melhor atriz em comédia       | Kate Beckinsale               | Indicado                      | [ 4 ]                         |                               |
| Critics Choice Awards                 | Melhor figurino               | Eimer Ní Mhaoldomhnaigh       | Indicado                      | [ 4 ]                         |                               |
| Evening Standard British Film Awards  | Melhor atriz                  | Kate Beckinsale               | Pendente                      | [ 5 ]                         |                               |
| Evening Standard British Film Awards  | Melhor ator coadjuvante       | Tom Bennett                   | Pendente                      | [ 5 ]                         |                               |
| Gotham Awards                         | Melhor atriz                  | Kate Beckinsale               | Indicado                      | [ 6 ]                         |                               |
| Gotham Awards                         | Melhor roteiro                | Whit Stillman                 | Indicado                      | [ 6 ]                         |                               |
| Rotterdam International Film Festival | Big Screen                    | Whit Stillman                 | Indicado                      | [ 7 ]                         |                               |
| Satellite Awards                      | Melhor figurino               | Eimer Ní Mhaoldomhnaigh       | Pendente                      | [ 8 ]                         |                               |
| Seattle International Film Festival   | Melhor atriz                  | Kate Beckinsale               | Indicado                      | [ 9 ]                         |                               |